# Sydafrikas herrlandslag i vattenpolo
Sydafrikas herrlandslag i vattenpolo (engelska: South Africa men's national water polo team) representerar Sydafrika i vattenpolo på herrsidan. Laget slutade på nionde plats i 1952 års olympiska turnering.

### Fotnoter
1. ↑  Todor Krastev (19 mars 1952). ”Men Water Polo Olympic Games 1952 Helsinki (FIN) - 25.07-02.08 Winner Hungary” (på engelska). Sport Statistics. Arkiverad från originalet den 29 juni 2015. https://web.archive.org/web/20150629171502/http://todor66.com/Water_Polo/Olympic/Men_1952.html. Läst 27 juni 2015.